# Kožljevec
Kožljevec je naselje v Občini Grosuplje.